# Hans Otfried Dittmer
Hans Otfried Dittmer (* 22. August 1952 in Kassel; † 5. April 2018) war ein deutscher Schriftsteller, Verleger und Heilpraktiker. Er publizierte auch unter dem Pseudonym Hans O. Hermann.

## Biografie
Hans Otfried Dittmer wurde als Sohn des Theologen und Schriftstellers Hans Dittmer geboren. Nach dem Abitur am humanistischen Friedrichsgymnasium in Kassel studierte er wie sein Vater evangelische Theologie, zunächst in Deutschland, dann in den USA, wo er seine Studien beendete. Nach dem Studium promovierte er und absolvierte wenig später eine Ausbildung als Heilpraktiker. Seit den 1970er-Jahren trat er als Verleger, Autor und Therapeut auf. Dittmer war verheiratet und lebte in Gottstreu (Gemeinde Oberweser).

## Schriftstellerische Arbeit
Dittmer, der sich als Dichter und Prosaautor meist seines Pseudonyms Hans O. Hermann bediente, veröffentlichte Mitte bis Ende der 1970er-Jahre zahlreiche lyrische Arbeiten. In seinem zynischen Band Ich bin im Bild unternahm er 1978 eine Persiflage des Stils der Bild-Zeitung, indem er deren Schlagzeilen über einige Zeit beobachtete, analysierte und durch Montage der Wortelemente absurd und zynisch verfremdete. In der Erzählung Litortur gibt Dittmer auf satirisch-ironische Weise seine Erfahrungen als literarischer Verleger in der Alternativszene wieder. Seit den 1980er Jahren wandte sich Dittmer zunehmend Themen im Bereich der Radionik zu und veröffentlichte zahlreiche Bücher und Aufsätze zu verschiedenen Themen der Alternativmedizin.

## Tätigkeit als Verleger
1977 gründete Hans Otfried Dittmer gemeinsam mit seiner Frau Anneliese Dittmer eine Edition, für die er viele in der Gegenkultur der 1970er Jahre prominente Persönlichkeiten gewinnen konnte. So brachte Dittmer Bücher unter anderem von Hadayatullah Hübsch, Volker Zotz, Ingo Cesaro und Wolfgang Graf von Lüttichau in seinem Verlag heraus. Das literarische Programm der Verlagsedition Dittmer wurde 1980 vom Gauke Verlag übernommen. Danach erschienen in Dittmers Edition hauptsächlich Texte aus dem Bereich der Komplementärmedizin.

## Tätigkeit als Programmentwickler
Dittmer begann im Rahmen seiner alternativmedizinischen Tätigkeit ab Mitte der 1980er-Jahre, Computer-Praxis-Programme zu veröffentlichen (Komplex-Homöopathie, Harnschau nach Hildegard von Bingen u. a.). Seit Mitte der 1990er-Jahre gab Dittmer die ersten von ihm so benannten "Virtuellen Geräte" heraus, die zusammen mit einem Computer und möglichst wenig Hardware ein Therapiegerät "formten". Zu den bekanntesten gehören der CodeCoder und der Radiopath aus den Bereichen Radionik, Homöopathie und Bioresonanztherapie.

## D-Methode
In den 1980er-Jahren entwickelte Dittmer die D-Methode, eine diagnostische elektronische Akupunkt-Messmethode.

## Werke (Auswahl)

### Literarische Arbeiten
- Wir träumen alle. Ungereimtheiten. Gauke Verlag, Hann. Münden 1977, ISBN 3-87998-021-7, Pseudonym: Hans O. Hermann
- Ich bin im Bild. Göttingen 1978, ISBN 3-88297-100-2, Pseudonym: Hans O. Hermann
- Litortur. Eine Satire. Ein Tag im Leben eines alternativen Kleinverlegers. Hann. Münden 1979, ISBN 3-87998-027-6, Pseudonym: Hans O. Hermann
- Macht und Gewalt. Eine Anthologie. Lohra, Rodenhsn. 1980, ISBN 3-922256-06-6, Pseudonym: Hans O. Hermann (Hrsg.)

### Sach- und Fachbuch
- Das Radionik-Praxishandbuch. Einführung in Theorie und Praxis der Radionik. München 1999 (ISBN 3-931604-02-0)
- Manuelle Kraftübertragung. Ergänzung zur D-Methode. Eine elektronisch messbare Reiki-Alternative. 2004 (ISBN 3-8334-1682-3).
- Elektronische Homöopathie. Mittelfindung, Schwingungsgenerierung und Ausgabe mittels Personal Computer für Radionik und Bioresonanz. 2008 (ISBN 978-3-8370-6258-8)
- D-Methode Band 1. Einstieg in die elektronische Akupunkt-Diagnostik. 2004 (ISBN 978-3-8334-1285-1)